# 姦禁飼育ホテル
『姦禁飼育ホテル』（かんきんしいくホテル）は、日本のアダルトゲームブランド・ダークスワンが2007年4月27日に発売した18禁アドベンチャーゲーム。

## 概要
有限会社アセンドアイの廉価版ブランドの1つ・ダークスワンの第3作。同ブランドは本作を最後に新作のリリースを休止しているが、ブランドの解消告知は為されていない。本作発売の4年後、2011年にダークスワンの路線を実質的に継承するフルプライスブランド・黒鳥が立ち上げられている。
3種類の個別エンドを見た後にスペシャルモードが解禁され、本編中では顔を合わせることの無かったヒロイン3名が一堂に会する演出が採り入れられている。

## ストーリー
都心の一等地に建つ世界最高級のホテル・ロイヤルアプローズ。世界各国からVIP客が集う豪華なこのホテルの最上階には、オーナーの高橋敬三とその息子であるマネージャーの佳人しか知らない秘密の部屋がある。
佳人は父・敬三の指示と自身の欲望を両立させるため、気に入った女性客をこの部屋に監禁し、壊れるまで調教を続け、身も心も壊れた女性客を父に献上するのである。

## 登場人物
高橋 佳人（たかはし よしと）
主人公。世界有数の高級ホテル・ロイヤルアプローズのオーナー・高橋敬三の息子でマネージャーを務めているが、それは表向きの顔であり裏ではホテルを訪れる女性客を物色しては最上階の部屋に監禁し、身も心も壊れるまで調教を重ねている。
桜木 菜穂（さくらぎ なほ）
若くして才能と美貌に溢れるロイヤルアプローズのフロントチーフ。佳人を上司として尊敬する一方で、一人の異性として好意を抱いている。
井澤 紀香（いざわ のりか）
新進気鋭のホテルウォッチャー。その一方では、本業のついでに得たネタを週刊誌に匿名で売り付けたりもしておりロイヤルアプローズの連続女性客失踪事件を追ってホテル内を散策している。
九重 珠美（ここのえ たまみ）
大物政治家・九重隆太郎の愛娘。父親に甘えて来る様子が可愛らしく、海外の賓客を迎える際には場を和ませるために連れて来られることもあるが、隆太郎が目を離した隙に佳人の手で監禁されてしまう。
高橋 敬三（たかはし けいぞう）
ロイヤルアプローズのオーナー。身も心も壊れた女を慰み者にすることに至上の悦びを感じており、佳人が監禁・調教した上玉の女性客を献上させている。
九重 隆太郎（ここのえ りゅうたろう）
大物政治家で、ロイヤルアプローズのVIP客の1人。愛娘の珠美を溺愛しているが、その職業故か娘の失踪に際しては安否よりも外向きの体裁を気にする一面も見られる。

## スタッフ
- シナリオ - 南条巴
- 音楽 - Arp